# Unione Sportiva Avellino 1912 2023-2024
Questa voce raccoglie le informazioni riguardanti l'Unione Sportiva Avellino 1912 nelle competizioni ufficiali della stagione 2023-2024.

## Stagione
Nella stagione 2023-2024 l'Avellino disputa il girone C del campionato di Serie C e, cambiando in corsa l'allenatore Massimo Rastelli con Michele Pazienza, conquista il 2° posto finale con 69 punti (-10 dalla Juve Stabia). Nei Play-off raggiunge la semifinale, dove viene eliminato dal Vicenza.
La formazione Primavera, guidata da mister Raffaele Biancolino, vince il Campionato Primavera 3 e viene promossa nel Campionato Primavera 2 2024-2025.

## Divise e sponsor
Per la quinta stagione consecutiva lo sponsor tecnico è Magma, mentre gli sponsor ufficiali sono Cosmopol, Gruppo Marinelli e Soft Technology.
| Manica sinistra · Manica sinistra · Maglietta · Maglietta · Manica destra · Manica destra · Pantaloncini · Pantaloncini · Calzettoni · Calzettoni | Manica sinistra · Manica sinistra · Maglietta · Maglietta · Manica destra · Manica destra · Pantaloncini · Pantaloncini · Calzettoni · Calzettoni | Manica sinistra · Manica sinistra · Maglietta · Maglietta · Manica destra · Manica destra · Pantaloncini · Pantaloncini · Calzettoni · Calzettoni |

## Organigramma societario
Area direttiva
- Presidente: Angelo Antonio D'Agostino
- Amministratore Unico: Giovanni D'Agostino
- Amministratore Delegato: Paola Luciano
- Segretario Generale: Tommaso Aloisi

Area operativa,comunicazione e marketing
- Responsabile Ufficio Stampa: Alfonso D’Acierno
- SLO & Biglietteria: Giuseppe Musto
- Marketing & Servizi Amministrativi: Seven Service S.r.l.
- Delegato Gestione Evento: Marciano D’Avino
- Vice Delegato Gestione Evento: Pietro Luigi Cristofano

Area sportiva
- Direttore Area Tecnica: Giorgio Perinetti
- Direttore Sportivo: Luigi Condò
- Responsabile Area Scouting: Pierfrancesco Strano
- Scouting: Mario Aiello
- Team Manager: Giuseppe Matarazzo, poi Antonio Moscaritolo

Settore Giovanile
- Responsabile: Giuliano Capobianco
- Scouting Progetto Youth: Antonio Peluso
- Responsabile Progetto Cantera: Luigi Molino
- Responsabile Primavera 3: Mario Aiello

Area tecnica
- Allenatore: Massimo Rastelli, poi Michele Pazienza
- Allenatore in seconda: Dario Rossi, poi Antonio La Porta
- Collaboratore Tecnico: Marco Cossu
- Responsabile Performance: Pietro La Porta
- Preparatore dei Portieri: David Dei, poi Angelo Pagotto
- Preparatore Atletico: Luigi Gennarelli, poi Leandro Zoila

Area sanitaria
- Responsabile Sanitario: Andrea Massa
- Medici Sociali: Carmine Blasi, Alessandro Ciarimboli, Enrico D'Andrea, Giuseppe Matarazzo
- Fisioterapista: Pasquale Maglio
- Massaggiatore: Alessandro Picariello

## Rosa
| N. |                    | Ruolo | Calciatore                      |
| -- | ------------------ | ----- | ------------------------------- |
| 1  | Italia (bandiera)  | P     | Pasquale Pane                   |
| 2  | Italia (bandiera)  | D     | Manuel Ricciardi                |
| 3  | Italia (bandiera)  | D     | Fabio Tito (capitano)           |
| 4  | Italia (bandiera)  | C     | Daniel Sannipoli                |
| 5  | Italia (bandiera)  | D     | Simone Benedetti                |
| 6  | Italia (bandiera)  | C     | Luca Palmiero                   |
| 7  | Italia (bandiera)  | D     | Luca Falbo                      |
| 7  | Italia (bandiera)  | C     | Michele D'Ausilio               |
| 8  | Uruguay (bandiera) | A     | Ignacio Lores Varela            |
| 9  | Italia (bandiera)  | A     | Cosimo Patierno                 |
| 10 | Italia (bandiera)  | A     | Raffaele Russo                  |
| 11 | Italia (bandiera)  | A     | Lorenzo Sgarbi                  |
| 12 | Italia (bandiera)  | P     | Antonio Pizzella                |
| 13 | Italia (bandiera)  | D     | Erasmo Mulè                     |
| 14 | Italia (bandiera)  | D     | Tommaso Cancellotti             |
| 15 | Italia (bandiera)  | D     | Ramzi Aya                       |
| 16 | Italia (bandiera)  | D     | Michele Rigione                 |
| 17 | Italia (bandiera)  | C     | Francesco Maisto                |
| 18 | Italia (bandiera)  | C     | Davide Mazzocco                 |
| 21 | Italia (bandiera)  | C     | Marco Armellino (vice capitano) |
| 22 | Italia (bandiera)  | P     | Simone Ghidotti                 |

| N. |                      | Ruolo | Calciatore            |
| -- | -------------------- | ----- | --------------------- |
| 23 | Italia (bandiera)    | C     | Jacopo Dall'Oglio     |
| 24 | Italia (bandiera)    | C     | Antonio De Cristofaro |
| 26 | Polonia (bandiera)   | D     | Thiago Cionek         |
| 27 | Italia (bandiera)    | C     | Santo D'Angelo        |
| 28 | Italia (bandiera)    | C     | Francesco Palamara    |
| 31 | Italia (bandiera)    | A     | Michele Marconi       |
| 33 | Italia (bandiera)    | C     | Salvatore Pezzella    |
| 35 | Italia (bandiera)    | A     | Gabriele Gori         |
| 38 | Italia (bandiera)    | D     | Paolo Frascatore      |
| 44 | Italia (bandiera)    | D     | Stefano Codraro       |
| 51 | Italia (bandiera)    | A     | Salvatore Fusco       |
| 54 | Italia (bandiera)    | P     | Gerardo Iannaccone    |
| 55 | Albania (bandiera)   | A     | Enis Tozaj            |
| 58 | Italia (bandiera)    | D     | Ciro Mundula          |
| 59 | Lettonia (bandiera)  | D     | Daniels Nosegbe-Suško |
| 60 | Argentina (bandiera) | D     | Manuel Llano          |
| 65 | Italia (bandiera)    | P     | Luca Pizzella         |
| 77 | Italia (bandiera)    | C     | Felice D'Amico        |
| 94 | Italia (bandiera)    | D     | Daniele Liotti        |
| 96 | Italia (bandiera)    | C     | Michele Rocca         |
| 99 | Italia (bandiera)    | C     | Federico Casarini     |

## Calciomercato

### Sessione estiva(dall'1/7 all'1/9)
| Acquisti         | Acquisti              | Acquisti           | Acquisti      |
| R.               | Nome                  | da                 | Modalità      |
| ---------------- | --------------------- | ------------------ | ------------- |
| P                | Simone Ghidotti       | Como               | prestito      |
| P                | Antonio Pizzella      | svincolato         | definitivo    |
| D                | Tommaso Cancellotti   | svincolato         | definitivo    |
| D                | Thiago Cionek         | svincolato         | definitivo    |
| D                | Luca Falbo            | svincolato         | definitivo    |
| D                | Erasmo Mulè           | Juventus           | definitivo    |
| D                | Michele Rigione       | Cosenza            | definitivo    |
| C                | Marco Armellino       | Modena             | definitivo    |
| C                | Felice D'Amico        | Sampdoria          | definitivo    |
| C                | Luca Palmiero         | Pescara            | definitivo    |
| C                | Salvatore Pezzella    | Triestina          | definitivo    |
| C                | Daniel Sannipoli      | Latina             | definitivo    |
| A                | Gabriele Gori         | Fiorentina         | definitivo    |
| A                | Ignacio Lores Varela  | svincolato         | definitivo    |
| A                | Cosimo Patierno       | Virtus Francavilla | definitivo    |
| A                | Lorenzo Sgarbi        | Napoli             | prestito      |
| Altre operazioni |                       |                    |               |
| R.               | Nome                  | da                 | Modalità      |
| D                | Simone Accetta        | svincolato         | definitivo    |
| D                | Julian Illanes        | Novara             | fine prestito |
| D                | Ciro Mundula          | svincolato         | definitivo    |
| D                | Daniels Nosegbe-Suško | Napoli             | definitivo    |
| D                | Gianmaria Zanandrea   | Piacenza           | fine prestito |
| C                | Vincenzo Arzillo      | Paganese           | definitivo    |
| C                | Tommaso Ceccarelli    | AZ Picerno         | fine prestito |
| C                | Daniele Franco        | Turris             | fine prestito |
| C                | Claudiu Micovschi     | Fidelis Andria     | fine prestito |
| C                | Francesco Palamara    | Fiorentina         | prestito      |
| A                | Giuseppe Guadagni     | Recanatese         | fine prestito |
| A                | Jacopo Murano         | Potenza            | fine prestito |
| A                | Vincenzo Plescia      | Piacenza           | fine prestito |
| A                | Daniel Saponara       | Salernitana        | definitivo    |
| A                | Mattia Tarcinale      | Molfetta           | fine prestito |
| A                | Enis Tozaj            | Sampdoria          | definitivo    |

| Cessioni         | Cessioni             | Cessioni         | Cessioni                         |
| R.               | Nome                 | a                | Modalità                         |
| ---------------- | -------------------- | ---------------- | -------------------------------- |
| P                | Richard Marcone      | Sorrento         | definitivo                       |
| D                | Simone Auriletto     | Renate           | definitivo                       |
| D                | Julian Illanes       | Carrarese        | prestito con diritto di riscatto |
| D                | Lorenzo Moretti      | svincolato       | risoluzione contrattuale         |
| D                | Gianmaria Zanandrea  | svincolato       | risoluzione contrattuale         |
| C                | Tommaso Ceccarelli   | AZ Picerno       | definitivo                       |
| C                | Daniele Franco       | Turris           | definitivo                       |
| C                | Marco Garetto        | Renate           | definitivo                       |
| C                | Antonio Matera       | Turris           | definitivo                       |
| C                | Claudiu Micovschi    | svincolato       | risoluzione contrattuale         |
| C                | Agostino Rizzo       | Audace Cerignola | prestito                         |
| A                | Giuseppe Guadagni    | Lucchese         | definitivo                       |
| A                | Mamadou Kanoute      | Taranto          | definitivo                       |
| A                | Jacopo Murano        | AZ Picerno       | definitivo                       |
| A                | Vincenzo Plescia     | Messina          | definitivo                       |
| A                | Mamadou Tounkara     | svincolato       | risoluzione contrattuale         |
| A                | Marcello Trotta      | svincolato       | risoluzione contrattuale         |
| Altre operazioni |                      |                  |                                  |
| R.               | Nome                 | a                | Modalità                         |
| P                | Matteo Antignani     | Chieti           | definitivo                       |
| P                | Antonio Pizzella     | svincolato       | fine contratto                   |
| P                | Salvatore Tammaro    | Igea Virtus      | prestito                         |
| D                | Francesco Di Paola   | Gozzano          | prestito                         |
| D                | Matteo Di Paola      | Siracusa         | prestito                         |
| D                | Mario Perrone        | svincolato       | fine contratto                   |
| D                | Edoardo Sottini      | Inter            | fine prestito                    |
| C                | Antonio Di Gaudio    | svincolato       | fine contratto                   |
| C                | Leo Di Martino       | Lamezia Terme    | prestito                         |
| C                | Salvatore Longobardi | Portici          | prestito                         |
| C                | Mattia Musto         | Portici          | prestito                         |
| C                | Sabino Sole          | Pro Sesto        | definitivo                       |
| A                | Diego Gambale        | Montevarchi      | fine prestito                    |
| A                | Marius Andrei Mocanu | svincolato       | fine contratto                   |
| A                | Mattia Tarcinale     | Campobasso       | prestito                         |

### Operazioni successive alla sessione estiva
| Acquisti         | Acquisti       | Acquisti      | Acquisti      |
| R.               | Nome           | da            | Modalità      |
| ---------------- | -------------- | ------------- | ------------- |
| D                | Daniele Liotti | svincolato    | definitivo    |
| Altre operazioni |                |               |               |
| R.               | Nome           | da            | Modalità      |
| C                | Leo Di Martino | Lamezia Terme | fine prestito |

| Cessioni | Cessioni  | Cessioni  | Cessioni |
| R.       | Nome      | a         | Modalità |
| -------- | --------- | --------- | -------- |
| D        | Ramzi Aya | Casertana | prestito |

### Sessione invernale(dal 2/1 all'1/2)
| Acquisti         | Acquisti              | Acquisti          | Acquisti      |
| R.               | Nome                  | da                | Modalità      |
| ---------------- | --------------------- | ----------------- | ------------- |
| D                | Paolo Frascatore      | Turris            | definitivo    |
| D                | Manuel Llano          | Newell's Old Boys | definitivo    |
| C                | Michele D'Ausilio     | Audace Cerignola  | definitivo    |
| C                | Antonio De Cristofaro | AZ Picerno        | definitivo    |
| C                | Michele Rocca         | Catania           | definitivo    |
| Altre operazioni |                       |                   |               |
| R.               | Nome                  | da                | Modalità      |
| P                | Salvatore Tammaro     | Igea Virtus       | fine prestito |
| C                | Noah Mutanda          | Napoli            | definitivo    |
| A                | Francesco Piscopo     | Vis Pesaro        | definitivo    |

| Cessioni         | Cessioni             | Cessioni    | Cessioni   |
| R.               | Nome                 | a           | Modalità   |
| ---------------- | -------------------- | ----------- | ---------- |
| D                | Luca Falbo           | Brindisi    | prestito   |
| C                | Federico Casarini    | Turris      | definitivo |
| C                | Felice D'Amico       | Fiorenzuola | prestito   |
| C                | Santo D'Angelo       | Crotone     | prestito   |
| C                | Francesco Maisto     | Potenza     | prestito   |
| C                | Davide Mazzocco      | Latina      | prestito   |
| C                | Daniel Sannipoli     | Pineto      | prestito   |
| Altre operazioni |                      |             |            |
| R.               | Nome                 | a           | Modalità   |
| D                | Pedro Nkosi          | Taranto     | definitivo |
| C                | Leo Di Martino       | Pianese     | prestito   |
| C                | Salvatore Longobardi | Nola        | definitivo |
| A                | Mattia Tarcinale     | Gladiator   | definitivo |

## Risultati

### Serie C

#### Girone di andata
| Arbitro: | Diop (Treviglio) |

|  |           |                       |
|  | Marcatori | 27’ Fella 90’ Fabrizi |

| Arbitro: | Centi (Terni) |

|             |           |  |
| Bellich 75’ | Marcatori |  |

| Avellino 17 settembre 2023, ore 20:45 CEST 3ª giornata | Avellino         | 0 – 0 referto | Foggia | Stadio Partenio-Adriano Lombardi (6 223 spett.)\| Arbitro: \| Lovison (Padova) \| |
| Arbitro:                                               | Lovison (Padova) |               |        |                                                                                   |

| Arbitro: | Nicolini (Brescia) |

|  |           |          |
|  | Marcatori | 48’ Tito |

| Arbitro: | Cavaliere (Paola) |

|                                            |           |  |
| Sgarbi 50’ Patierno 55’, 66’ Armellino 58’ | Marcatori |  |

| Arbitro: | Ancora (Roma 1) |

|             |           |  |
| Plescia 29’ | Marcatori |  |

| Arbitro: | Pezzopane (L'Aquila) |

|                                |           |              |
| Gori 8’, 16’ Sgarbi 30’, 45+1’ | Marcatori | 20’ Caturano |

| Arbitro: | Perri (Roma 1) |

|  |           |                        |
|  | Marcatori | 12’ Sgarbi 70’ Marconi |

| Arbitro: | Madonia (Palermo) |

|                      |           |          |
| Marconi 50’ Gori 86’ | Marcatori | 43’ Vano |

| Arbitro: | Ubaldi (Roma 1) |

|                 |           |  |
| Ricciardi 90+6’ | Marcatori |  |

| Arbitro: | Frascaro (Firenze) |

|  |           |                      |
|  | Marcatori | 10’ Marconi 70’ Gori |

| Arbitro: | Sfira (Pordenone) |

|          |           |              |
| Gori 47’ | Marcatori | 13’ Polidori |

| Arbitro: | Delrio (Reggio Emilia) |

|  |           |                                      |
|  | Marcatori | 13’ Mulè 32’, 58’ Gori 61’ Sannipoli |

| Arbitro: | Turrini (Firenze) |

|              |           |                                         |
| Sgarbi 45+3’ | Marcatori | 23’ Ciuferri 73’ Oviszach 76’ Giorgione |

| Arbitro: | Calzavara (Varese) |

|                              |           |  |
| Murano 17’ Santarcangelo 59’ | Marcatori |  |

| Avellino 3 dicembre 2023, ore 20:45 CET 16ª giornata | Avellino       | 0 – 0 | Turris | Stadio Partenio-Adriano Lombardi (6 000 spett.)\| Arbitro: \| Caldera (Como) \| |
| Arbitro:                                             | Caldera (Como) |       |        |                                                                                 |

| Arbitro: | Arena (Torre del Greco) |

|  |           |              |
|  | Marcatori | 41’ Patierno |

| Avellino 17 dicembre 2023, ore 18:30 CET 18ª giornata | Avellino           | 0 – 0 | Taranto | Stadio Partenio-Adriano Lombardi\| Arbitro: \| De Angeli (Milano) \| |
| Arbitro:                                              | De Angeli (Milano) |       |         |                                                                      |

| Arbitro: | Scarpa (Collegno) |

|  |           |              |
|  | Marcatori | 11’ Patierno |

#### Girone di ritorno
| Arbitro: | Virgilio (Trapani) |

|  |           |                                                            |
|  | Marcatori | 11’ Sgarbi 25’ (rig.), 28’, 44’ Patierno 38’ De Cristofaro |

| Arbitro: | Perri (Roma 1) |

|                                     |           |                       |
| Patierno 35’ (rig.) Ricciardi 45+2’ | Marcatori | 41’, 90+1’ Mignanelli |

| Arbitro: | Emmanuele (Pisa) |

|            |           |                                   |
| Millico 4’ | Marcatori | 13’ Cionek 27’ Gori 64’ Ricciardi |

| Arbitro: | Giaccaglia (Jesi) |

|  |           |             |
|  | Marcatori | 72’ Ravasio |

| Arbitro: | Centi (Terni) |

|  |           |                     |
|  | Marcatori | 16’ (rig.) Patierno |

| Arbitro: | Rinaldi (Bassano del Grappa) |

|  |           |             |
|  | Marcatori | 25’ Manetta |

| Arbitro: | Scarpa (Collegno) |

|                            |           |                           |
| 3’ Candellori 90’ Saporiti | Marcatori | 58’ D'Ausilio 73’ Rigione |

| Arbitro: | Nicolini (Brescia) |

|                           |           |                   |
| 2’ Patierno 15’ D'Ausilio | Marcatori | 22’ (rig.) Curcio |

| Arbitro: | Delrio (Reggio Emilia) |

|         |           |             |
| 87’Vano | Marcatori | 10’Patierno |

| Arbitro: | Cavaliere (Paola) |

|              |           |          |
| 34’ Ruggiero | Marcatori | 77’ Gori |

| Arbitro: | Di Francesco (Ostia) |

|                                                           |           |                            |
| 30’ Rocca 33’ Gori 45’ De Cristofaro 77’ Russo 84’ Liotti | Marcatori | 50’ Marsura 52’ Castellini |

| Francavilla Fontana 10 marzo 2024, ore CET 31ª giornata | Virtus Francavilla | 0 – 0 referto | Avellino | Stadio Giovanni Paolo II (1 700 spett.)\| Arbitro: \| Frascaro (Firenze) \| |
| Arbitro:                                                | Frascaro (Firenze) |               |          |                                                                             |

| Arbitro: | Pezzopane (L'Aquila) |

|                  |           |  |
| 5’, 51’ Patierno | Marcatori |  |

| Arbitro: | Galipò (Firenze) |

|                                                  |           |                         |
| 45’ (rig.), 65’ (rig.)Salvemini 61’ Cargnellutti | Marcatori | 20’ Patierno 52’ Liotti |

| Arbitro: | Scatena (Avezzano) |

|                                                                             |           |             |
| 44’ (rig.), 54’ (rig.), 62’ Patierno 56’ Gori 78’ Frascatore 86’ Dall'Oglio | Marcatori | 66’ Biasiol |

| Arbitro: | Emmanuele (Pisa) |

|  |           |                                                       |
|  | Marcatori | 23’ (rig.), 35’ Patierno 48’ De Cristofaro 58’ Liotti |

| Arbitro: | Bordin (Bassano del Grappa) |

|                   |           |  |
| 82’ (rig.) Sgarbi | Marcatori |  |

| Arbitro: | Cavaliere (Paola) |

|                   |           |  |
| 73’ (rig.) Simeri | Marcatori |  |

| Arbitro: | Vergaro (Bari) |

|                     |           |  |
| 84’ (rig.) Patierno | Marcatori |  |

### Play-off

#### Fase Nazionale
| Arbitro: | Crezzini (Siena) |

|            |           |  |
| Cianci 71’ | Marcatori |  |

| Arbitro: | Bordin (Bassano del Grappa) |

|                          |           |            |
| Liotti 52’ D'Ausilio 83’ | Marcatori | 10’ Cianci |

| Avellino 28 maggio 2024, ore 21:00CEST Semifinali - Andata | Avellino         | 0 – 0 referto | L.R. Vicenza | Stadio Partenio-Adriano Lombardi (8 800 spett.)\| Arbitro: \| Zanotti (Rimini) \| |
| Arbitro:                                                   | Zanotti (Rimini) |               |              |                                                                                   |

| Arbitro: | Crezzini (Siena) |

|                           |           |                     |
| Della Morte 14’ Costa 64’ | Marcatori | 75’ (rig.) Patierno |

### Coppa Italia Serie C

#### Turni eliminatori
| Arbitro: | Di Cicco (Lanciano) |

|                              |           |  |
| Mulè 17’ Gori 43’ Sgarbi 88’ | Marcatori |  |

| Arbitro: | Baratta (Rossano Calabro) |

|                                           |           |             |
| Tozaj 27’ D'Angelo 52’ D'Amico 56’ (rig.) | Marcatori | 75’ Martini |

#### Fase finale
| Arbitro: | Andreani (Carrara) |

|              |           |  |
| Patierno 55’ | Marcatori |  |

| Arbitro: | Lovison (Padova) |

|  |           |            |
|  | Marcatori | 96’ Yeboah |

## Statistiche

### Statistiche di squadra
Statistiche aggiornate al 5 febbraio 2024
| Competizione         | Punti | In casa | In casa | In casa | In casa | In casa | In casa | In trasferta | In trasferta | In trasferta | In trasferta | In trasferta | In trasferta | Totale | Totale | Totale | Totale | Totale | Totale | D.R. |
| Competizione         | Punti | G       | V       | N       | P       | Gf      | Gs      | G            | V            | N            | P            | Gf           | Gs           | G      | V      | N      | P      | Gf     | Gs     | D.R. |
| -------------------- | ----- | ------- | ------- | ------- | ------- | ------- | ------- | ------------ | ------------ | ------------ | ------------ | ------------ | ------------ | ------ | ------ | ------ | ------ | ------ | ------ | ---- |
| Serie C              | 66    | 18      | 9       | 5       | 4       | 36      | 16      | 19           | 10           | 4            | 5            | 30           | 13           | 37     | 19     | 9      | 9      | 61     | 29     | +32  |
| Coppa Italia Serie C |       | 4       | 3       | 0       | 1       | 7       | 2       | 0            | 0            | 0            | 0            | 0            | 0            | 4      | 3      | 0      | 1      | 7      | 2      | +5   |
| Totale               | 66    | 22      | 12      | 5       | 5       | 43      | 18      | 19           | 10           | 4            | 5            | 30           | 13           | 41     | 22     | 9      | 10     | 68     | 31     | +37  |

### Andamento in campionato
| Giornata  | 1  | 2  | 3  | 4  | 5 | 6  | 7 | 8 | 9 | 10 | 11 | 12 | 13 | 14 | 15 | 16 | 17 | 18 | 19 | 20 | 21 | 22 | 23 | 24 | 25 | 26 | 27 | 28 | 29 | 30 | 31 | 32 | 33 | 34 | 35 | 36 | 37 | 38 |
| --------- | -- | -- | -- | -- | - | -- | - | - | - | -- | -- | -- | -- | -- | -- | -- | -- | -- | -- | -- | -- | -- | -- | -- | -- | -- | -- | -- | -- | -- | -- | -- | -- | -- | -- | -- | -- | -- |
| Luogo     | C  | T  | C  | T  | C | T  | C | T | C | C  | T  | C  | T  | C  | T  | C  | T  | C  | T  | T  | C  | T  | C  | T  | C  | T  | C  | T  | T  | C  | T  | C  | T  | C  | T  | C  | T  | C  |
| Risultato | P  | P  | N  | V  | V | P  | V | V | V | V  | V  | N  | V  | P  | P  | N  | V  | N  | V  | V  | N  | V  | P  | V  | P  | N  | V  | N  | N  | V  | N  | V  | P  | V  | V  | V  | P  | V  |
| Posizione | 19 | 20 | 19 | 13 | 9 | 12 | 7 | 5 | 3 | 2  | 2  | 3  | 2  | 3  | 5  | 6  | 4  | 5  | 4  | 4  | 3  | 2  | 3  | 3  | 3  | 3  | 3  | 4  | 4  | 3  | 3  | 3  | 4  | 3  | 2  | 2  | 2  | 2  |

Legenda:

Luogo: C = Casa; T = Trasferta. Risultato: V = Vittoria; N = Pareggio; P = Sconfitta.

### Statistiche dei giocatori
Sono in corsivo i calciatori che hanno lasciato la società a stagione in corso.
| Giocatore        | Serie C  | Serie C | Serie C     | Serie C    | Coppa Italia Serie C | Coppa Italia Serie C | Coppa Italia Serie C | Coppa Italia Serie C | Totale   | Totale | Totale      | Totale     |
| Giocatore        | Presenze | Reti    | Ammonizioni | Espulsioni | Presenze             | Reti                 | Ammonizioni          | Espulsioni           | Presenze | Reti   | Ammonizioni | Espulsioni |
| ---------------- | -------- | ------- | ----------- | ---------- | -------------------- | -------------------- | -------------------- | -------------------- | -------- | ------ | ----------- | ---------- |
| P. Pane          | 0        | 0       | 0           | 0          | 4                    | 0                    | 1                    | 0                    | 4        | 0      | 1           | 0          |
| M. Ricciardi     | 17       | 3       | 2           | 0          | 2                    | 0                    | 0                    | 0                    | 19       | 3      | 2           | 0          |
| F. Tito          | 16       | 1       | 4           | 0          | 0                    | 0                    | 0                    | 0                    | 16       | 1      | 4           | 0          |
| D. Sannipoli     | 16       | 1       | 2           | 0          | 3                    | 0                    | 0                    | 0                    | 19       | 1      | 2           | 0          |
| S. Benedetti     | 12       | 0       | 3           | 1          | 4                    | 0                    | 0                    | 0                    | 16       | 0      | 3           | 1          |
| L. Palmiero      | 22       | 0       | 4           | 0          | 2                    | 0                    | 1                    | 0                    | 24       | 0      | 5           | 0          |
| L. Falbo         | 8        | 0       | 0           | 0          | 3                    | 0                    | 0                    | 0                    | 11       | 0      | 0           | 0          |
| I. Lores Varela  | 16       | 0       | 2           | 0          | 2                    | 0                    | 0                    | 0                    | 18       | 0      | 2           | 0          |
| C. Patierno      | 15       | 8       | 5           | 0          | 3                    | 1                    | 0                    | 0                    | 18       | 9      | 5           | 0          |
| R. Russo         | 0        | 0       | 0           | 0          | 1                    | 0                    | 0                    | 0                    | 1        | 0      | 0           | 0          |
| L. Sgarbi        | 19       | 6       | 5           | 0          | 2                    | 1                    | 0                    | 0                    | 21       | 7      | 5           | 0          |
| A. Pizzella      | 0        | 0       | 0           | 0          | 0                    | 0                    | 0                    | 0                    | 0        | 0      | 0           | 0          |
| E. Mulè          | 12       | 1       | 1           | 0          | 2                    | 1                    | 0                    | 0                    | 14       | 2      | 1           | 0          |
| T. Cancellotti   | 21       | 0       | 8           | 0          | 3                    | 0                    | 0                    | 0                    | 24       | 0      | 8           | 0          |
| R. Aya           | 0        | 0       | 0           | 0          | 0                    | 0                    | 0                    | 0                    | 0        | 0      | 0           | 0          |
| M. Rigione       | 13       | 0       | 2           | 0          | 0                    | 0                    | 0                    | 0                    | 13       | 0      | 2           | 0          |
| F. Maisto        | 9        | 0       | 1           | 0          | 4                    | 0                    | 0                    | 0                    | 13       | 0      | 1           | 0          |
| D. Mazzocco      | 0        | 0       | 0           | 0          | 4                    | 0                    | 0                    | 0                    | 4        | 0      | 0           | 0          |
| M. Armellino     | 22       | 1       | 4           | 0          | 0                    | 0                    | 0                    | 0                    | 22       | 1      | 4           | 0          |
| S. Ghidotti      | 22       | 0       | 3           | 0          | 0                    | 0                    | 0                    | 0                    | 22       | 0      | 3           | 0          |
| J. Dall'Oglio    | 11       | 0       | 2           | 0          | 3                    | 0                    | 1                    | 0                    | 14       | 0      | 3           | 0          |
| A. De Cristofaro | 3        | 1       | 1           | 0          | 0                    | 0                    | 0                    | 0                    | 3        | 1      | 1           | 0          |
| T. Cionek        | 12       | 1       | 6           | 0          | 1                    | 0                    | 0                    | 0                    | 13       | 1      | 6           | 0          |
| S. D'Angelo      | 15       | 0       | 2           | 0          | 3                    | 1                    | 1                    | 0                    | 18       | 1      | 3           | 0          |
| M. Marconi       | 18       | 3       | 0           | 0          | 2                    | 0                    | 0                    | 0                    | 20       | 3      | 0           | 0          |
| S. Pezzella      | 10       | 0       | 2           | 0          | 3                    | 0                    | 0                    | 0                    | 13       | 0      | 2           | 0          |
| G. Gori          | 21       | 8       | 1           | 0          | 2                    | 1                    | 0                    | 0                    | 23       | 9      | 1           | 0          |
| S. Fusco         | 0        | 0       | 0           | 0          | 1                    | 0                    | 0                    | 0                    | 1        | 0      | 0           | 0          |
| G. Iannaccone    | 0        | 0       | 0           | 0          | 0                    | 0                    | 0                    | 0                    | 0        | 0      | 0           | 0          |
| E. Tozaj         | 3        | 0       | 0           | 0          | 2                    | 1                    | 0                    | 0                    | 5        | 1      | 0           | 0          |
| C. Mundula       | 0        | 0       | 0           | 0          | 1                    | 0                    | 0                    | 0                    | 1        | 0      | 0           | 0          |
| D. Nosegbe-Suško | 0        | 0       | 0           | 0          | 2                    | 0                    | 1                    | 0                    | 2        | 0      | 1           | 0          |
| M. Llano         | 0        | 0       | 0           | 0          | 0                    | 0                    | 0                    | 0                    | 0        | 0      | 0           | 0          |
| L. Pizzella      | 0        | 0       | 0           | 0          | 0                    | 0                    | 0                    | 0                    | 0        | 0      | 0           | 0          |
| F. D'Amico       | 3        | 0       | 2           | 0          | 3                    | 1                    | 0                    | 0                    | 6        | 1      | 2           | 0          |
| D. Liotti        | 2        | 0       | 0           | 0          | 0                    | 0                    | 0                    | 0                    | 2        | 0      | 0           | 0          |
| F. Casarini      | 8        | 0       | 2           | 0          | 4                    | 0                    | 0                    | 0                    | 12       | 0      | 2           | 0          |